# Казаков, Валентин Васильевич
Валентин Васильевич Казаков (укр. Валентин Васильович Казаков; род. 17 августа 1955) — украинский политик. Городской голова Северодонецка (2010—2020). Являлся членом Партии регионов. Доктор технических наук (2008). Член правления Ассоциации выпускников Харьковского политехнического института. 

## Биография
Родился 17 августа 1955 года.
Окончил кафедру «технологии неорганических веществ» Харьковского политехнического института в 1978 году. После этого он был направлен на Северодонецкий химический комбинат, где стал начальником смены по производству аммиака и метанола. В 1984 году стал заместителем начальника цеха по получению концентрированной азотной кислоты методом прямого синтеза.
С 1995 по 1997 год — заочно обучался в аспирантуре ХГПУ. В марте 1998 года стал кандидатом наук. Его научными руководителями выступили профессора В. В. Кутовой и А. Я. Лобойко. В 2008 году защитил докторскую диссертацию.
С 1997 по 2000 год — начальник технического отдела предприятия ЗАО Северодонецкое объединение «Азот». После этого стал председателем правления ЗАО Северодонецкое объединение «Азот».
На выборах городского главы Северодонецка 2010 года Казаков баллотировался от Партии регионов и в итоге занял данную должность. В ходе избирательной кампании пользовался поддержкой Александра Ефремова, который тогда являлся председателем фракции Партии регионов в Верховной раде Украины.
В начале августа 2014 года, после окончания боёв за Северодонецк, появилась информация о похищении Валентина Казакова неизвестными. 6 августа 2014 года стало известно, что он написал заявление на увольнение с должности городского главы Северодонецка. 15 августа 2014 года городской совет подтвердил факт похищения Казакова.
В ходе выборов городского головы 2015 года Казаков во втором туре сумел победить Владимира Грицишина, занимавшего этот пост с 1994 по 2010 год.
16 февраля 2016 года 24 из 27 депутатов городского совета Северодонецка проголосовало за отставку Казакова и назначение на его должность Григория Пригебы от Радикальной партии Олега Ляшко. Причиной этого стал конфликт между Казаковым и депутатом городского совета Игорем Бутковым от Оппозиционного блока. В апреле 2016 года суд восстановил его в должности главы города. 13 октября 2016 года депутаты вновь приняли решение об отставке Казакова, однако уже 28 ноября Северодонецкий городской суд восстановил его в должности. В ответ на противостояние с горсоветом Казаков обратился в парламент Украины с просьбой распустить неоднократно увольнявший его городской совет. 17 декабря 2016 года в третий раз Северодонецкий городской совет принял решение об отставке городского головы Валентина Казакова. В декабре 2018 года горсовет вновь принял решение об отстранении Валентина Казакова. 15 мая 2019 года Луганский окружной административный суд признал увольнение Казакова незаконным.
В июле 2019 года Северодонецкий городской суд назначил Казакову штраф в размере 3400 гривен за незаконное назначение самому себе премий в течение одного года на общую сумму боле 180 тысяч гривен.
9 сентября 2019 года депутаты городского совета в шестой раз приняли решение об отставке Валентина Казакова. Данное решение также было отменено Луганским окружным административным судом.

## Награды и звания
- Заслуженный работник промышленности Украины (20 августа 2007) — За значительный личный вклад в социально-экономическое, культурное развитие Украинского государства, весомые трудовые достижения и по случаю 16-й годовщины независимости Украины[15]